# Daniela Olaya
Daniela Olaya Vilorio (Lima, 27 de agosto de 2002) es una actriz peruana. Dentro de sus papeles en el cine, la televisión y el teatro, es conocida por haber interpretado a los personajes estelares de Alicia Zapata en la teleserie De vuelta al barrio y Lucero Bobadilla en Al fondo hay sitio.
Inició su carrera artística en el año 2019, participando en comerciales de televisión y obras musicales. En el teatro musical, fue protagonista de la obra Cuéntame en el año 2024 al lado de los actores Guadalupe Farfán, Germán «Manchi» Ramírez y Daniel Menacho, incluyendo los repartos centrales de adaptaciones de películas estadounidenses.
A partir del año 2023, asume el rol de presentadora y protagonista de los programas de la televisora Canal IPe, Barrio amigo y ¿Asi fue? Descubriendo la historia hasta 2024, interpretando a los personajes de Inés Perado y Martina respectivamente.
En el cine peruano, fue parte de la película Papá por sorpresa, dirigida por Jesús Álvarez Betancourt y coprotagonista del cortometraje Sofía.

## Biografía

### Primeros años
Nació el 27 de agosto de 2002 en Lima, bajo el nombre completo de Daniela Olaya Vilorio. Es proveniente del seno de una familia de clase media alta. Realizó sus estudios escolares en el Colegio Villa María de La Planicie. Tras concluir la secundaria, estudió la carrera de psicología en la Universidad de Lima, siendo egresada en el año 2024 sin ejercer la profesión.

### Trayectoria
Olaya se formó como actriz en los talleres de Juan Pablo Félix y Ortos Soyuz. Adicionalmente, se especializó en el teatro musical formando parte del elenco de Preludio Asociación Cultural, bajo la dirección de la actriz Denisse Dibós.
Comenzó su carrera artística a los dieciséis años como actriz de obras musicales. En el año 2019, ha participado en el comercial de televisión de la marca de galletas Field. Pero fue hasta el año 2020, cuando alcanzaría un reconocimiento en la televisión peruana, incorporándose al reparto principal de la teleserie cómica peruana De vuelta al barrio de la televisora América Televisión, interpretando al personaje de Alicia Zapata, la prima hermana de Roxana Zapata (Devora Merino), y compañera de clases y mejor amiga de Pedrito Bravo (Samuel Sunderland), con quién tendría más tarde una relación sentimental al final de la ficción en el año 2021.
Fruto de su popularidad de su personaje en la teleserie, en el año 2022 fue parte del musical High School, inspirada en la película High School Musical, bajo el papel de Sharpay Evans. Continuó en el teatro musical, participando en el reparto principal de la otra producción Amor de verano, adaptación de la cinta musical Grease, como Frenchy.
En ese mismo año, participó en el musical Peter Pan: El niño que nunca creció al lado de la actriz juvenil Guadalupe Farfán dentro del reparto central.
Olaya protagoniza el programa televisivo infantil Barrio amigo: Actores de cambio de Canal IPe en 2023, asumiendo el papel de Inés Perado, una adolescente, quién junto a sus mejores amigos Aitor y Camayoqui enseñan sobre la ciudadanía peruana. En ese programa comparte el rol con el actor y comediante Daniel Menacho.
Al año siguiente, volvió a la misma televisora, protagonizando el espacio juvenil-infantil ¿Así fue? Descubriendo la historia al lado de la actriz y modelo Kimberly Pérez, interpretando a Martina, una adolescente aventurera quién se une con su amiga Dorotea para investigar acerca de la historia del Perú en su casa. Además, fue invitada especial del programa infantil Chaski, el cocinero.
En el año 2024, se incluye al reparto principal de la película peruana-española Papá por sorpresa, bajo el papel de Natalia, y compartió escena junto a los protagonistas de la ficción Amy Gutiérrez y Gonzalo Ramos. Anteriormente, la ficción fue titulada como De repente Luna en el año 2023, siendo más tarde renombrada al año siguiente.
Volvió a trabajar con Farfán como protagonista de la obra musical Cuéntame en 2024, conformando el elenco con Daniel Menacho y Germán «Manchi» Ramírez, que fue estrenada en el Teatro Barranco por una única temporada, interpretando al papel de Bella.
En el año 2025, inicia su participación en el reparto recurrente de la teleserie Al fondo hay sitio, interpretando al personaje de Lucero Bobadilla, la enfermera del Policlínico Santa Brígida, quién sería la amiga y compañera de trabajo de July Flores (Guadalupe Farfán), expareja de Cristóbal Montalbán (Franco Pennano) y pretendiente de Javier «Happy» Alegría (Franco Iza), siendo utilizada por éste primero para su venganza en contra de July por rechazarlo en la pedida de matrimonio. Gracias a su interpretación en la teleserie, fue invitada al magacín del mismo canal Mande quien mande, como parte del segmento Sueña quinceañera en ese año.
Previo a su incorporación, en ese año fue parte del reparto de la serie remake La rosa de Guadalupe Perú, acreditándose en el rol de protagonista de los capítulos: «Tenerte en mis brazos», bajo el papel de Brisa, una joven empleada de hogar quién se enamora de su jefe, y «Dulce olor a rosas» como Mía Romero, una adolescente.
En el año 2025, fue coprotagonista del cortometraje  Sofía junto a la actriz Giselle Collao, bajo el papel de Abril, la hija de Sofía, quién es estudiante, además de contar con la colaboración de la Universidad Peruana de Ciencias Aplicadas como auspiciadora.

## Filmografía

### Cine
| Año  | Título                    | Rol     | Notas                                           |
| ---- | ------------------------- | ------- | ----------------------------------------------- |
| 2023 | Un retiro para enamorarse |         | Cameo. Película de comedia romántica.           |
| 2024 | Papá por sorpresa         | Natalia | Reparto central. Película de comedia dramática. |
| 2025 | Sofía                     | Abril   | Coprotagonista. Cortometraje.                   |

### Teatro
| Año  | Título                              | Rol           | Notas                                         |
| ---- | ----------------------------------- | ------------- | --------------------------------------------- |
| 2022 | High School: El musical             | Sharpay Evans | Reparto central. Obra musical juvenil-remake. |
| 2022 | Peter Pan: El niño que nunca creció | Tinker Bell   | Coprotagonista. Obra musical remake.          |
| 2023 | Amor de verano                      | Frenchy       | Reparto principal. Obra musical remake.       |
| 2024 | Cuéntame                            | Bella         | Protagonista. Obra musical juvenil.           |

### Televisión
| Año       | Título                             | Rol                  | Notas                                                               | Emisión            |
| --------- | ---------------------------------- | -------------------- | ------------------------------------------------------------------- | ------------------ |
| 2020-2021 | De vuelta al barrio                | Alicia Zapata        | Reparto principal. Serie de televisión cómica.                      | América Televisión |
| 2022-2023 | El tercio: El fin del camino       |                      | Reparto principal. Miniserie web.                                   | América Televisión |
| 2022-2023 | ¿Asi fue? Descubriendo la historia | Martina              | Protagonista y presentadora. Programa juvenil-infantil de historia. | Canal IPe          |
| 2022-2023 | Chaski, el cocinero                | Martina / Ella misma | Invitada especial. Programa culinario infantil.                     | Canal IPe          |
| 2023-2024 | Barrio amigo: Actores de cambio    | Inés Perado          | Protagonista y presentadora. Programa educativo juvenil.            | Canal IPe          |
| 2025      | La rosa de Guadalupe Perú          | Talía Azcárrate      | Protagonista                                                        | América Televisión |
| 2025      | La rosa de Guadalupe Perú          | Mía Romero           | Protagonista. Capítulo: «Dulce olor de rosas».                      | América Televisión |
| 2025      | La rosa de Guadalupe Perú          | Brisa                | Protagonista. Capítulo: «Tenerte en mis brazos».                    | América Televisión |
| 2025      | Al fondo hay sitio                 | Lucero Bobadilla     | Reparto recurrente. Serie de televisión de tragicomedia.            | América Televisión |
| 2025      | Mande quien mande                  | Ella misma           | Invitada especial de la secuencia Sueña quinceañera. Magacín.       | América Televisión |